# がくモン!〜オオカミ少女はくじけない〜
『がくモン!〜オオカミ少女はくじけない〜』（がくモン オオカミしょうじょはくじけない）（以下、「がくモン!」）は、春原ロビンソンによる日本のギャグファンタジー漫画作品。『ジャンプスクエア』（集英社）にて、2014年5月号から2016年2月号まで連載。また、フラッシュアニメ化もされた。

## あらすじ
オオカミ少年のシュシュは、オオカミ男としてフィールドモンスターになることを目指して山の上に住んで父との修行を行っていたが、修行が終わって山の下のモンスター学校へ通うことになるが、そのとき父親に「お前は実は女だ」と告げられる。それでも無理やり男として学校へ通わせられることとなる。
そこで出会ったジュズに入寮初日に女であることがバレてしまう。女であることが学園に知られたら退学になってしまうため、ジュズに秘密にしてくれるよう懇願したシュシュは、条件としてジュズとキャッチボールをすることになり、そこからシュシュはジュズに好感をもたれるようになる。
問題児を集めた1年5組へジュズとともに入ったシュシュ。このクラスで、シュシュは果たして立派なオオカミ男になることができるだろうか。

## 登場人物

### 1年5組
シュシュ
声 - 内山夕実
身長 - 130センチメートル 年齢 - 10歳
主人公。フィールドモンスター（公務員）のオオカミ男を目指しているが、実は女子。それを知って学校へ行くのを拒んだが、父親が仕事をやめて収入源がなくなってしまったために、学校で学ばざるを得なくなった。ティミドに名札をつけられる際に胸を触られたが、女子であることには気づかれなかった。身に着けているのはすべて装飾物で、取り外しが可能である。以前ティミドが入居していた42号室に入居した。入学テストでは100点満点中98点と高得点であったが、問題児が集まる1年5組へと、ジュズと一緒にひとくくりにさせられてしまった。
満月の日になると『スーパーシュシュちゃん』に変身してしまう。これはオオカミ男一族は満月の日に「すごいテンションがあがる」ことに起因する。この状態は夜に近づくにつれて完成していき、その日だけ語尾に「ニャン」とつけてしまうほど異常にテンションがあがってしまい、理性を失う。ただし、この間の記憶は残っている。
就職希望先は「バトブレ」のフィールドモンスター。
シュシュの父
声 - 龍波しゅういち
青い体毛をしたオオカミ男。オレンジのパンツと靴を着用している。息子であるシュシュに養ってもらいたく、3年分の貯金を残して辞職をした。シュシュからは学園入学前に修行していたこともあり尊敬されていたが、前述のことを聞いたシュシュにクズだと言われ、尊敬されなくなってしまった。
シュシュの母
声 - 内山夕実
「ママ」とかかれたピンクのエプロンを着ている。体が大きく、シュシュの父よりも身長が高い。現在はローソンでアルバイトをしている。

ジュズ
声 - 下野紘
身長 - 163センチメートル 年齢 - 13歳
学園の創立者、グレーステ・シュテルケ・ストラーフの息子。小さな王冠を頭に着け、きれいな青い目をしている。他の生徒たちからは敬遠されている。偶然、裸姿を目撃したことからシュシュが女子だと気付く。みんなに秘密にしてくれるよう懇願されたことがきっかけでシュシュと仲が良くなり、以降はシュシュにベッタリついていっている。以前は教師や生徒からも避けられていて、「自分がいるとみんなが嫌な気分になる」と学校にも来ていなかった。入学4年目だが、いまだに1年生から進級できていない。戦闘力は高いという。1年5組。
怪物王である父は「バトブレ」の世界にいたためにボスキャラ待遇でエリートコースを歩める立場にあるが、シュシュの希望先を聞いて自らもシュシュと同じ道を志した。
ロッコ
身長 - 149センチメートル 年齢 - 13歳
モン種はロックゴーレムの、1年5組のクラス委員長。緊張すると相手を拘束してしまうクセがある女子。ジュズに入学初日に一目惚れし、ジュズが休んでいる間週に一回プリントを届けに行く時間が幸せで仕方なく、そのために留年している。

### そのほか
ドラル
身長 - 170センチメートル
モン種はドラゴン（のちにヤモリと判明）、モンスター名「邪王竜ドラル」。だが本名はたつおで、前述のモンスター名は本名はイヤだという理由で自分でつけたものである。ロッコの弟だが、モン種がちがうのはドラルが母親似であることによる。1年生の最初のテストから5回連続で成績1位という非常に優秀な生徒であるがそれはジュズがいなかったからであり、テスト外でジュズと戦闘したときには敗北した。
ティミド
声 - 丸山ナオミ
寮の寮長を務めていて、シュシュが入学してきたときの案内をした。3年生で、戦闘力テストでは全校7位だった。以前は現在シュシュが住んでいる42号室に住んでいたが、「なんだか怖い」（語呂合わせから「死に号室」のため）という理由で寮長になって無理やり部屋を変えた。このために、シュシュからは全く尊敬されていない。
キース・フライガー
声 - 龍波しゅういち
身長 - 188センチメートル
3年間副担任を務め、この年に1年5組の担任となった。表面上恐ろしい態度をとっているが、裏ではこの恐ろしい態度をとるために練習を「ベアたん」という人形と一人二役で話している。その現場をシュシュニに目撃されるが、「成績をつけるのは俺だ」と脅して口止めしたり、シュシュを女子と思って触って興奮したりするという「変態で汚い大人」である。教師への志望理由も女子生徒に囲まれてキャーキャー言われるため。
グレーステ・シュテルケ・ストラーフ
怪物王とよばれる魔王軍最強のモンスターで、勇者アルバトロスと対等に渡り合った。この戦いで負傷し、現役を退いた後にこのモンスター学園を設立した。

## 用語解説
学生の進路
学生は魔王軍が発行するモンスター免許を取得した後RPG世界に就職することになる。人気タイトルほど給料が高い。
フィールドモンスター
ロールプレイングゲーム(以下、RPG)にて、フィールド上を歩いている時に出現するモンスターをフィールドモンスターという。これは公務員で、勇者がどこにいようと常に所定の位置に駐在しなくてはならないために国が給料を保証する。つまり収入が安定しているので、シュシュの父親はシュシュにこの職業に就かせようとした。
ダンジョンモンスター
こちらも同じくRPGの、ダンジョンにて出現するモンスターのことである。こちらは企業で、ボスキャラが社長、ザコキャラが社員。ダンジョンごとには各々の特色がある。高収入ではあるが、勇者がイベントクリアすると廃業することが多く不景気である。

モンスターフォーム（MF）
モンスターたちの姿はヒューマンフォームとモンスターフォーム（以下『MF』。）の2種類があり、普段は各自の過ごしやすい姿で暮らしている（シュシュとジュズの普段の姿はヒューマンフォーム）。だがRPG世界で仕事をするときはMFではなくてはならないため、モンスター学園の体育はMFで行われる。
モン学戦闘力テスト
新入生が入った時期と年末の年2回、全生徒合同で行われる学園最強を決めるテスト。

## 書誌情報
- 春原ロビンソン 『がくモン!〜オオカミ少女はくじけない〜』 集英社〈ジャンプ・コミックス〉、全3巻
  1. 2014年12月9日第1刷発行（12月4日発売[集 1]）、ISBN 978-4-08-880269-5
  2. 2015年8月9日第1刷発行（8月4日発売[集 2]）、ISBN 978-4-08-880477-4
  3. 2016年3月9日第1刷発行（3月4日発売[集 3]）、ISBN 978-4-08-880706-5

## フラッシュアニメーション
連載と同時にアニメ化が決定した理由としては、作者が森井ケンシロウに交友関係があり、アニメ化を依頼したところ快諾されて決定したことから。ニコニコ動画、YouTubeで2014年4月25日に前編が配信され、同年5月9日には後編も公開された。同年12月3日にはコミックス1巻が発売されることを記念して特別編が公開された。監督は森井ケンシロウ、制作はスタジオモリケン。

### 各話リスト
| 話数   | キャラクターデザイン | 音楽     | 総作画監督     |
| ------ | -------------------- | -------- | -------------- |
| 前編   | 衣谷ソーシ           | 森慎太郎 | 春原ロビンソン |
| 後編   | 衣谷ソーシ           | 森慎太郎 | 春原ロビンソン |
| 特別編 | 衣谷ソーシ           | 森慎太郎 | 春原ロビンソン |